# Фример
Фриме́р (фр. frimaire, от frimas — иней, изморозь) — 3-й месяц (21/23 ноября — 20/22 декабря) французского республиканского календаря, действовавшего с октября 1793 по 1 января 1806 года. Фример является последним, третьим месяцем осеннего квартала (фр. mois d'automne). За ним следует первый зимний месяц — нивоз.
Как и все месяцы французского революционного календаря, фример содержит тридцать дней и делится на три декады. Вместо традиционных в католицизме святых, каждому дню приписано название сельскохозяйственного растения. Исключением являются пятый (Quintidi) и десятый (Decadi) дни каждой декады. Первому из них приписано название животного, а последнему — название сельскохозяйственного орудия. Вопреки первоначальному предложению Фабра д’Эглантина, Конвент назвал 8-й день фримера Miel (мёд), а 11-й — Cire (воск). В проекте д’Эглантина эти названия предназначались для нивоза. Тем самым был нарушен принцип приписывать некратным пяти числам всех месяцев, кроме нивоза, названия растений.

## Названия дней месяца[5]
|          | 1-я декада | 1-я декада                           | 2-я декада | 2-я декада                           | 3-я декада | 3-я декада                               |
| Primidi  | 1.         | Репонс (Raiponce) Рапунцель          | 11.        | Сир (Cire) Воск                      | 21.        | Эрабль-сюкр (Érable-sucre) Сахарный клён |
| Duodi    | 2.         | Тюрнепс (Turneps) Турнепс            | 12.        | Рэфор (Raifort) Хрен                 | 22.        | Брюйер (Bruyère) Вереск                  |
| Tridi    | 3.         | Шикоре (Chicorée) Цикорий            | 13.        | Седр (Cèdre) Кедр                    | 23.        | Розо (Roseau) Тростник                   |
| Quartidi | 4.         | Нефль (Nefle) Мушмула                | 14.        | Сапен (Sapin) Сосна                  | 24.        | Озей (Oseille) Щавель                    |
| Quintidi | 5.         | Кошон (Cochon) Свинья                | 15.        | Шеврёй (Chevreuil) Косуля            | 25.        | Грийон (Grillon) Сверчок                 |
| Sextidi  | 6.         | Маш (Mâche) Валерианница             | 16.        | Ажон (Ajonc) Утёсник                 | 26.        | Пиньон (Pignon) Щипец крыши              |
| Septidi  | 7.         | Шу-флёр (Chou-fleur) Цветная капуста | 17.        | Сипре (Cyprès) Кипарис               | 27.        | Льеж (Liége) Пробковое дерево            |
| Octidi   | 8.         | Мьель (Miel) Мёд                     | 18.        | Льер (Lierre) Плющ                   | 28.        | Трюф (Truffe) Трюфель                    |
| Nonidi   | 9.         | Женьевр (Genièvre) Можжевельник      | 19.        | Сабин (Sabine) Казацкий можжевельник | 29.        | Олив (Olive) Олива                       |
| Decadi   | 10.        | Пьош (Pioche) Кирка                  | 20.        | Уайё (Hoyau) Мотыга                  | 30.        | Пель (Pelle) Лопата                      |